# Mean Girls (musical)
Mean Girls es un musical con un libro de Tina Fey, letra de Nell Benjamin y música de Jeff Richmond. Está basada en la película de Mark Waters de 2004 del mismo nombre, que también fue escrita por Fey y a su vez se inspiró en el libro de Rosalind Wiseman de 2002 Queen Bees and Wannabes.
El musical se centra en Cady Heron, una adolescente que se traslada a una escuela secundaria pública después de haber recibido educación en casa toda su vida en África. En la escuela, se hace amiga de los forasteros Janis Sarkisian y Damian Hubbard, quienes la persuaden para que se infiltre en los "Plásticos", una camarilla formada por la rica pero insegura Gretchen Wieners, la dulce pero tonta Karen Smith y la "abeja reina" Regina George.
Dirigida y coreografiada por Casey Nicholaw y producida por Lorne Michaels, la producción original de Mean Girls se estrenó en Broadway en el Teatro August Wilson en 2018, después de completar las pruebas previas a Broadway en Washington D. C. en el Teatro Nacional en 2017. El espectáculo recibió Con críticas positivas y mixtas por parte de los críticos, fue nominado a doce premios en la 72.ª edición de los Premios Tony, incluido el de Mejor Musical. Atlantic Records lanzó una grabación con el elenco original de Broadway en 2018. El espectáculo cerró después de 833 funciones en Broadway el 11 de marzo de 2020, debido a la pandemia de COVID-19.
Una adaptación cinematográfica se estrenó en los cines en enero de 2024.

## Adaptación
En 2013 se estaba preparando una adaptación musical de la película de 2004 Mean Girls. El 3 de octubre de 2016, apodado "Día de las chicas malas" por los fanáticos, en referencia a una línea de la película "El 3 de octubre me preguntó qué día era", surgió la noticia de que el musical tendría su estreno mundial en Washington D. C., en el otoño de 2017. El 30 de diciembre de 2016, los productores confirmaron que el musical se estrenaría en el Teatro Nacional en octubre de 2017.

## Producciones

### 2018-2020: Broadway
El musical hizo su estreno mundial en el Teatro Nacional de Washington D. C., el 31 de octubre de 2017 y se prolongó hasta el 3 de diciembre de 2017. Mean Girls comenzó los avances en Broadway en el August Wilson Theatre el 12 de marzo de 2018, antes de su estreno oficial el 8 de abril de 2018. Casey Nicholaw fue el director del espectáculo y su coreógrafo, y el musical está producido por Lorne Michaels y Stuart Thompson. El musical tiene vestuario de Gregg Barnes, diseño escénico de Scott Pask, diseño de video de Finn Ross y Adam Young, iluminación de Kenneth Posner y sonido de Brian Ronan. El 23 de enero de 2020 se anunció que la producción de Broadway había recuperado su capitalización. Debido a la pandemia de COVID-19, que obligó a cerrar los teatros de todo el país, el espectáculo detuvo sus funciones el 11 de marzo de 2020, cuando Broadway cerró; Más tarde se anunció, el 7 de enero de 2021, que Mean Girls había cerrado permanentemente después de 833 funciones.

### 2019-presente: Gira nacional en Estados Unidos
La gira nacional por Estados Unidos comenzó en Buffalo, Nueva York, en el Shea's Performing Arts Center, el 21 de septiembre de 2019. Mary Kate Morrissey interpreta a Janis Sarkisian, con Danielle Wade como Cady Heron, Mariah Rose Faith como Regina George, Megan Masako Haley como Gretchen Wieners, Jonalyn Saxer como Karen Smith, Eric Huffman como Damian Hubbard, Adante Carter como Aaron Samuels y Kabir Bery como Kevin Gnapoor. La gira nacional concluyó en Fort Lauderdale, Florida, en mayo de 2023.
Una segunda gira nacional sin capital comenzó el 26 de septiembre de 2023 en el Landmark Theatre de Syracuse, Nueva York, y está programada para continuar la gira hasta mayo de 2024. El elenco está encabezado por Natalie Shaw como Cady Heron, Maya Petropoulos como Regina George, Kristen Amanda Smith como Gretchen Wieners, MaryRose Brendel como Karen Smith, Alexys Morera como Janis Ian, Ethan Jih-Cook como Damian Hubbard, Joseph Torres como Aaron Samuels y Shawn Mathews como Kevin Gnapoor.

### West End (próximo)
Se esperaba que se estrenara una producción del West End en 2021, pero fue cancelada debido a la pandemia de COVID-19. Ahora está prevista la presentación de una producción en el Teatro Savoy a partir de junio de 2024.

## Banda sonora
La grabación original de Broadway Cast se lanzó digitalmente en los Estados Unidos el 18 de mayo de 2018. El álbum físico se lanzó en los Estados Unidos el 15 de junio de 2018. El álbum debutó en el puesto 42 en la lista Billboard 200, el debut más alto para un álbum de reparto en más de un año.
El 7 de diciembre de 2018, se lanzó en plataformas de música digitales una versión completa de "Rockin0 Around the Pole", una canción que no aparece en la banda sonora y fue cortada del musical aún se utiliza como un breve fragmento durante la escena del concurso de talentos. También se lanzó un vídeo musical para la canción navideña. El 8 de abril de 2020, se lanzó oficialmente una grabación en vivo de "Bossed Up", una canción que se incluyó en la prueba del programa en Washington D. C., pero que finalmente fue eliminada de la producción de Broadway, para celebrar lo que habrían sido los dos años del programa. aniversario en Broadway.

## Adaptación cinematográfica
Paramount Pictures estrenó en los cines una adaptación cinematográfica del musical el 12 de enero de 2024. Arturo Pérez y Samantha Jayne dirigieron la película, y Tina Fey volvió a escribir el guion. Jeff Richmond y la letrista Nell Benjamin también regresaron para reelaborar sus canciones del musical.
Presenta a Angourie Rice como Cady, Auli'i Cravalho como Janis, Christopher Briney como Aaron, Jaquel Spivey como Damian, Bebe Wood como Gretchen y Avantika Vandanapu como Karen. Reneé Rapp, quien anteriormente interpretó a Regina George como reemplazo en el musical, repite el papel, mientras que Fey y Tim Meadows repiten sus papeles de la película original de 2004. Ashley Park, quien originó el papel de Gretchen en el musical, hace un cameo en la película.